# Hofanlage Oppeln 74
Die Hofanlage Oppeln 74 in der niedersächsischen Samtgemeinde Land Hadeln, Gemeinde Wingst-Oppeln, im Landkreis Cuxhaven, stammt aus der Mitte des 18. Jahrhunderts. Aktuell (2024) wird sie wohl landwirtschaftlich und gewerblich genutzt.
Die Gebäude stehen unter Denkmalschutz (siehe auch Liste der Baudenkmale in Wingst).

## Geschichte
Der Forst Wingst wurde erstmals 1301 erwähnt. 1822 bis 1846 fand die Wingst-Teilung statt, mit dem Ziel den bis dahin der Allgemeinheit gehörenden Besitz in Privateigentum zu überführen. Die Wingst ist heute ein beliebtes Ausflugsziel. Der 1384 erwähnte Ortsteil Oppeln ist eine 4,3 km lange Reihensiedlung in anmooriger Marsch.

## Beschreibung
Die allein stehende Hofanlage westlich des Osterwettern besteht aus:
- dem eingeschossigen giebelständigen einfachen Wohn- und Wirtschaftsgebäude von 1759 (Inschrift) als Zweiständer-Hallenhaus, in Fachwerk mit Kopfstützen an Hauptständern und Steinausfachungen, mit reetgedecktem Satteldach und am Wirtschaftsgiebel mit tief herabgezogenem Krüppelwalmdach, Uhlenloch sowie der Grooten Door mit Korbbogen und am Wohngiebel mit einer regionaltypischen senkrechten Verbretterung im oberen Giebeldreieck,[2]
- der eingeschossigen traufständigen Scheune von um 1850 in Fachwerk mit Steinausfachungen, im oberen Giebeldreieck verbohlt, mit reetgedecktem Satteldach sowie Querdurchfahrt und westlicher Kübbung[3]
- sowie weiteren nicht denkmalgeschützten Nebenanlagen.

Das Landesdenkmalamt befand u. a.: „… geschichtliche und städtebauliche Bedeutung wegen des ortsgeschichtlichen, gebäudetypischen und landschaftsbildprägenden Zeugniswerts ….“